# Atletism la Jocurile Olimpice de vară din 2016 - 4x400 m (masculin)
Proba de ștafetă 4x400 de metri masculin de la Jocurile Olimpice de vară din 2016 a avut loc în perioada 19-20 august pe Stadionul Olimpic.

## Recorduri
Înaintea acestei competiții, recordurile mondiale și olimpice erau următoarele:
| Record  | Atlet                                                                                      | Timp    | Loc                 | Data           |
| ------- | ------------------------------------------------------------------------------------------ | ------- | ------------------- | -------------- |
| Mondial | Statele Unite ale Americii (Andrew Valmon, Quincy Watts, Butch Reynolds, Michael Johnson)  | 2:54.29 | Stuttgart, Germania | 22 august 1993 |
| Olimpic | Statele Unite ale Americii (LaShawn Merritt, Angelo Taylor, David Neville, Jeremy Wariner) | 2:55.39 | Beijing, China      | 23 august 2008 |

## Program
Orele sunt ora Braziliei (UTC-3) 
| Data                    | Timp  | Etapă  |
| ----------------------- | ----- | ------ |
| Vineri, 19 august 2016  | 21:10 | Serii  |
| Sâmbătă, 20 august 2016 | 22:35 | Finala |

## Rezultate

### Runda 1
Reguli de calificare: primele trei echipe din fiecare serie (C) și următoarele două echipe cu cel mai bun timp (c) se califică în finală.

#### Seria 1
| Loc | Țară                       | Atleți                                                                | Timp    | Note      |
| --- | -------------------------- | --------------------------------------------------------------------- | ------- | --------- |
| 1   | Jamaica                    | Rusheen McDonald, Peter Matthews, Nathon Allen, Javon Francis         | 2:58,29 | (C)       |
| 2   | Statele Unite ale Americii | Arman Hall, Tony McQuay, Kyle Clemons, David Verburg                  | 2:58,38 | (C), (SB) |
| 3   | Botswana                   | Isaac Makwala, Karabo Sibanda, Onkabetse Nkobolo, Leaname Maotoanong  | 2:59,35 | (C), (RN) |
| 4   | Polonia                    | Łukasz Krawczuk, Michał Pietrzak, Jakub Krzewina, Rafał Omelko        | 2:59,58 | (c), (SB) |
| 5   | Franța                     | Mame-Ibra Anne, Teddy Atine-Venel, Mamadou Kassé Hann, Thomas Jordier | 3:00,82 | (SB)      |
| 6   | Columbia                   | Anthony Zambrano, Diego Palomeque, Carlos Lemos, Jhon Perlaza         | 3:01,84 |           |
| 7   | Japonia                    | Julian Walsh, Tomoya Tamura, Takamasa Kitagawa, Nobuya Kato           | 3:02,95 |           |
| –   | Trinidad și Tobago         | Jarrin Solomon, Lalonde Gordon, Deon Lendore, Machel Cedenio          | (DS)    | R 163.3a  |

#### Seria a 2-a
| Loc | Țară                 | Atleți                                                                      | Timp    | Note      |
| --- | -------------------- | --------------------------------------------------------------------------- | ------- | --------- |
| 1   | Belgia               | Julien Watrin, Jonathan Borlée, Dylan Borlée, Kevin Borlée                  | 2:59,25 | (C), (RN) |
| 2   | Bahamas              | Alonzo Russell, Chris Brown, Steven Gardiner, Stephen Newbold               | 2:59,64 | (C), (SB) |
| 3   | Cuba                 | William Collazo, Adrian Chacón, Osmaidel Pellicier, Yoandys Lescay          | 3:00,16 | (C), (SB) |
| 4   | Brazilia             | Pedro Luiz de Oliveira, Alexander Russo, Peterson dos Santos, Hugo de Sousa | 3:00,43 | (c), (RN) |
| 5   | Republica Dominicană | Yon Soriano, Luguelín Santos, Luis Charles, Gustavo Cuesta                  | 3:01,76 | (SB)      |
| 6   | Venezuela            | Arturo Ramírez, Omar Longart, Alberth Bravo, Freddy Mezones                 | 3:02,69 |           |
| –   | Marea Britanie       | Nigel Levine, Delano Williams, Matthew Hudson-Smith, Martyn Rooney          | (DS)    | R 170.19  |
| –   | India                | Kunhu Muhammed, Muhammad Anas, Ayyasamy Dharun, Arokia Rajiv                | (DS)    | R 170.19  |

### Finala
| Loc | Țară                       | Atleți                                                                      | Timp    | Note |
| --- | -------------------------- | --------------------------------------------------------------------------- | ------- | ---- |
| 1   | Statele Unite ale Americii | Arman Hall, Tony McQuay, Gil Roberts, LaShawn Merritt                       | 2:57,30 |      |
| 2   | Jamaica                    | Peter Matthews, Nathon Allen, Fitzroy Dunkley, Javon Francis                | 2:58,16 | (SB) |
| 3   | Bahamas                    | Alonzo Russell, Michael Mathieu, Steven Gardiner, Chris Brown               | 2:58,49 | (SB) |
| 4   | Belgia                     | Julien Watrin, Jonathan Borlée, Dylan Borlée, Kevin Borlée                  | 2:58,52 | (RN) |
| 5   | Botswana                   | Isaac Makwala, Karabo Sibanda, Onkabetse Nkobolo, Leaname Maotoanong        | 2:59,06 | (RN) |
| 6   | Cuba                       | William Collazo, Adrian Chacón, Osmaidel Pellicier, Yoandys Lescay          | 2:59,53 | (SB) |
| 7   | Polonia                    | Łukasz Krawczuk, Michał Pietrzak, Jakub Krzewina, Rafał Omelko              | 3:00,50 |      |
| 8   | Brazilia                   | Pedro Luiz de Oliveira, Alexander Russo, Peterson dos Santos, Hugo de Sousa | 3:03,28 |      |

## Legendă
RA Record african | AM Record american | AS Record asiatic | RE Record european | OCRecord oceanic | RO Record olimpic | RM Record mondial | RN Record național | SA Record sud-american | RC Record al competiției | DNF Nu a terminat | DNS Nu a luat startul | DS Descalificare | EL Cea mai bună performanță europeană a anului | PB Record personal | SB Cea mai bună performanță a sezonului | WL Cea mai bună performanță mondială a anului 